# 하코네가사키역
하코네가사키역(일본어: 箱根ヶ崎駅, はこねがさきえき)은 일본 도쿄도 니시타마군 미즈호정에 있는 철도역이다.

## 타는 곳
| 1 | ■ 하치코 선 | 하이지마·하치오지 방면                         |
| 2 | ■ 하치코 선 | (하행선) 고마가와·가와고에 방면                |
| 2 | ■ 하치코 선 | (상행선) 하이지마·하치오지 방면 (당역출발열차) |

## 역세권 정보
- 미즈호 정청(町廳)
- 국도 16호선
- 주일 미군 요코타 기지

## 역사
- 1931년 12월 10일: 영업 개시.
- 2004년 10월 9일: 역사를 입체화.
- 2005년 3월 27일: 역사 개축 공사가 완료.

## 사진

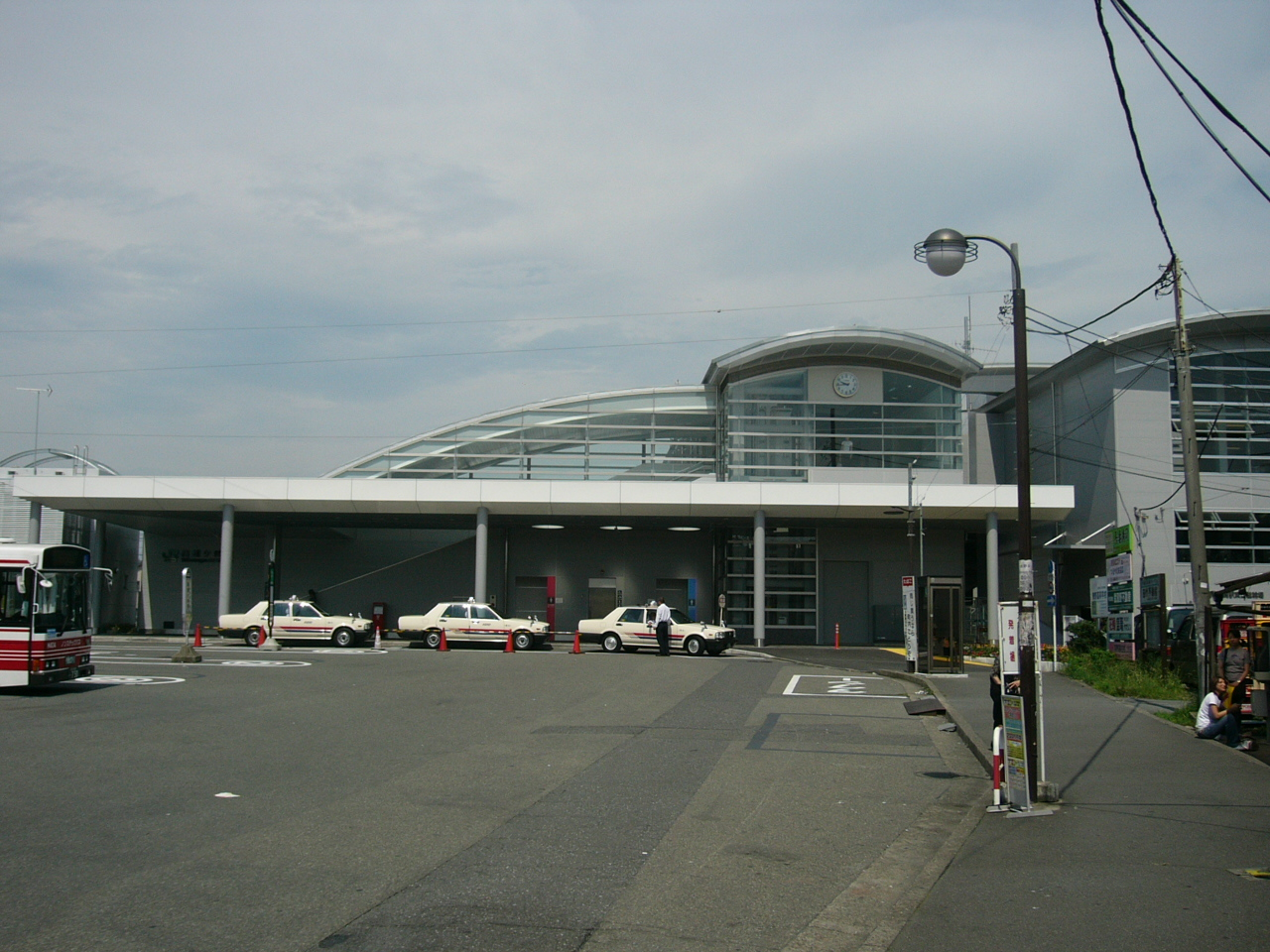
동쪽 모습

## 인접역
| 동일본 여객철도 ■하치코 선 | 동일본 여객철도 ■하치코 선 | 동일본 여객철도 ■하치코 선 |
| -------------------------- | -------------------------- | -------------------------- |
| 히가시훗사 하치오지 방면   |                            | 가네코 고마가와 방면       |